# Pictures at an Exhibition
Pictures at an Exhibition è il terzo album del gruppo progressive rock britannico Emerson, Lake & Palmer, pubblicato dalla Island nel novembre del 1971; è il loro primo album dal vivo.

## Storia

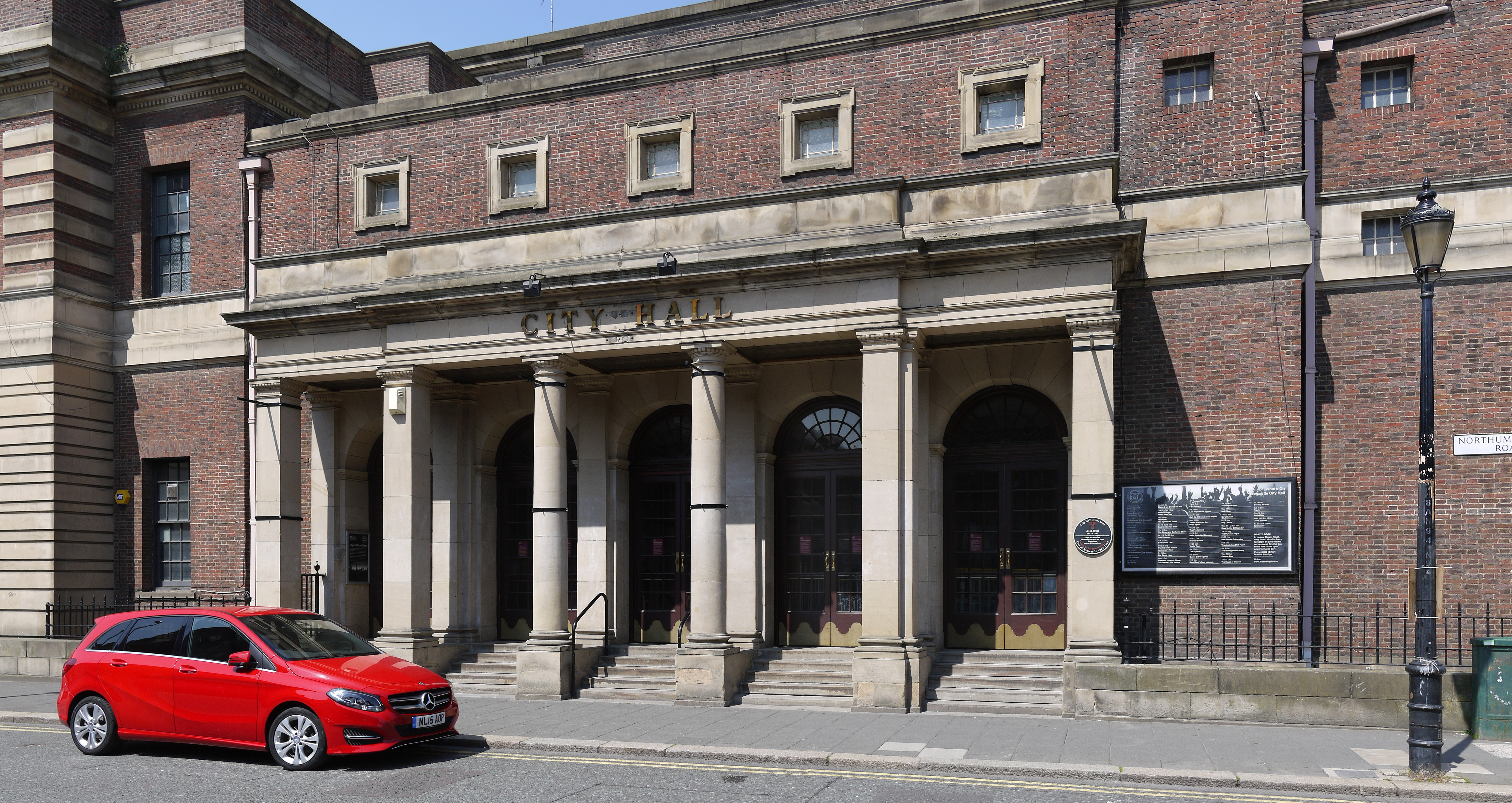
Newcastle City Hall

L'album fu registrato dal vivo in concerto alla Newcastle City Hall, il 26 marzo 1971 e consiste per buona parte nella rielaborazione in chiave rock di alcuni brani dall'omonima composizione pianistica del 1874 di Modest Petrovič Musorgskij. Le parti firmate dall'autore russo sono inframmezzate a composizioni originali del trio, proposte in forma di variazioni sui temi. Tale suite "ibrida" costituiva la seconda parte dello spettacolo del gruppo fin dalle prime apparizioni dal vivo, come documentano ad esempio le riprese filmate del loro secondo concerto in assoluto, quello al festival dell'Isola di Wight del 29 luglio 1970. Dei dieci "quadri" che costituiscono l'intera composizione di Musorgskij, il trio ne scelse solo quattro, più tre Promenades (passeggiate), cioè le riprese del tema musicale che funge da interludio fra un "quadro" e l'altro simboleggiando il cammino del visitatore lungo l'esposizione.

L'album, così come l'opera originale, si apre con la prima Promenade, qui eseguita dal solo Keith Emerson sull'organo a canne Harrison & Harrison del 1928 del Municipio di Newcastle. La consolle dell'organo è posizionata sopra il livello del palcoscenico, nella parte superiore della gradinata utilizzata per spettacoli corali. Il rullo di tamburi che collega la traccia di apertura alla successiva consente a Emerson di lasciare l'organo a canne e raggiungere il palco. Segue The Gnome, ancora da Musorgskij con arrangiamento di Carl Palmer, il quale imita le frasi della partitura originale con analoghe figurazioni ritmiche. Dopo la seconda Promenade, arricchita da testi di Greg Lake che attacca a cappella e prosegue accompagnato dall'organo, il moog di Emerson introduce una composizione di Lake, The Sage, da lui eseguita in solitaria con l'accompagnamento della chitarra folk.

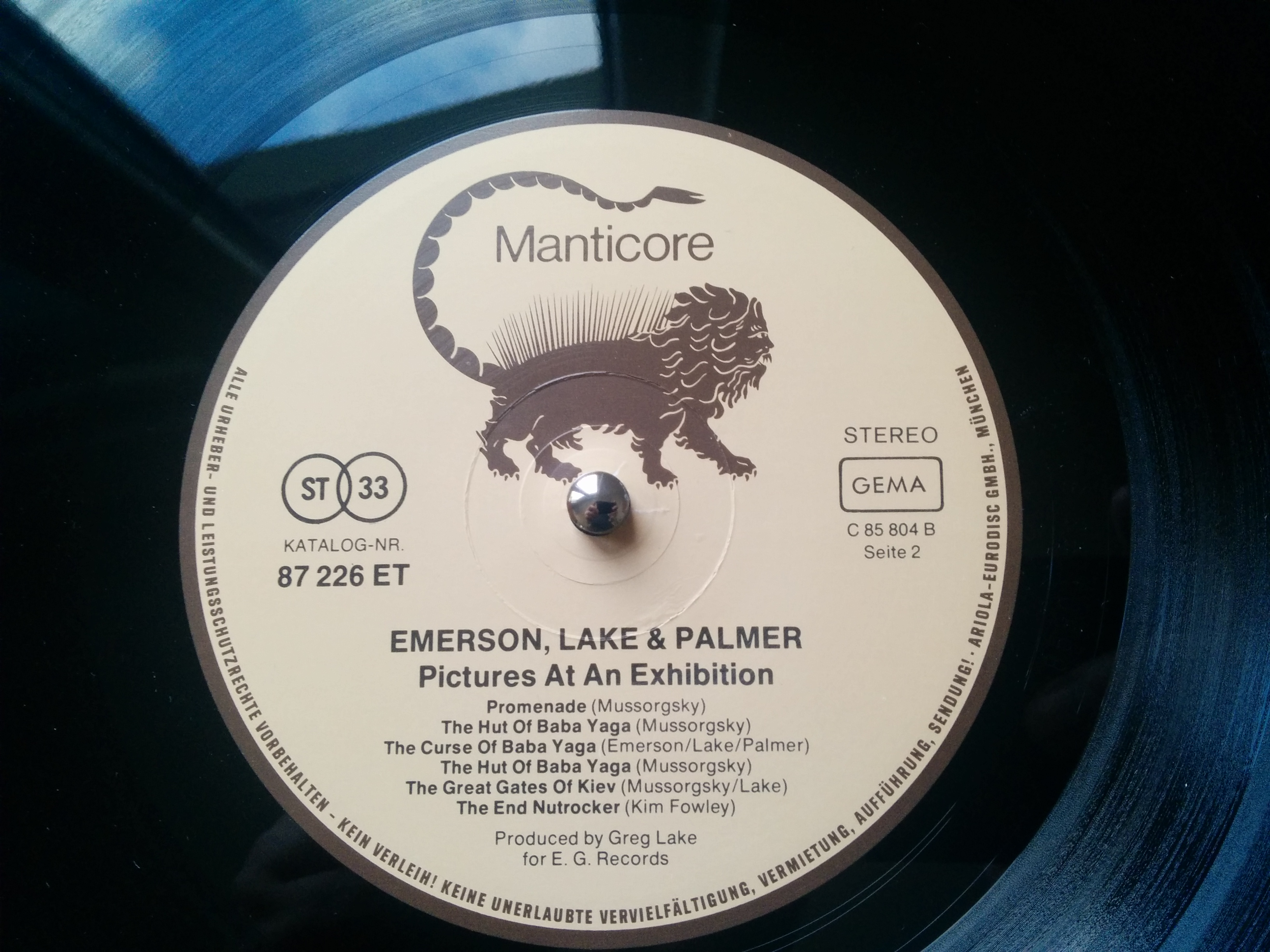
Etichetta di un'edizione tedesca di Pictures at an Exhibition

Segue un breve interludio in cui Emerson rumoreggia con il ribbon controller del suo moog, quindi si torna all'opera di Musorgskij con The Old Castle. A differenza dell'originale, la versione del trio è un brano piuttosto energico e veloce, poggiato sulla stessa figurazione ritmica in 6/8 utilizzata da Lake e Palmer nel brano Tank, dal disco d'esordio del gruppo. La sezione sfocia in una variazione blues sul tema di Musorgskij, che chiude il lato A. La Blues Variation contiene anche una citazione dal brano jazz Interplay di Bill Evans.
Sul lato B, dopo la terza e ultima Promenade, eseguita stavolta dal trio al completo, la trascrizione salta direttamente a The Hut of Baba Yaga: il pezzo è spezzato in due parti, tra le quali il gruppo inserisce una propria composizione cantata: The Curse of Baba Yaga, che conserva atmosfera e arrangiamento del quadro musorgskiano che la ospita, oltre a contenere, nella linea del basso, un richiamo a The Gnome. The Great Gates of Kiev conclude la rielaborazione dell'opera, così come l'originale: anche su questa sezione Lake aggiunge un testo cantato sulla melodia scritta da Musorgskij.
La chiusura del disco è affidata a uno dei bis del concerto: il brano Nutrocker, cover di un 45 giri strumentale del 1962 di B. Bumble and the Stingers, scritto da Kim Fowley, e a sua volta rielaborazione rock and roll della marcia dal balletto/suite Lo schiaccianoci di Čajkovskij. L'arrangiamento del trio – piuttosto fedele alla versione di Fowley – è condotto da Emerson al clavicembalo elettrico Clavinet in luogo del pianoforte e il brano, nonostante la velocità pressoché identica, dura quasi il doppio del singolo originale grazie alla ripetizione dei temi.

## Pubblicazione e accoglienza
Il disco fu pubblicato ben otto mesi dopo la registrazione, poiché la casa discografica aveva in un primo tempo considerato l'idea di destinarlo al catalogo classico, e più in generale dubitava del potenziale commerciale della rivisitazione rock di un'opera classica. Fu il successo dell'album in studio Tarkus, pubblicato a giugno del 1971 e piazzatosi primo in classifica nel Regno Unito, a "trainare" la pubblicazione di questo live, il quale a sua volta balzò al primo posto nella classifica della rivista statunitense Billboard, appena un mese dopo l'uscita.
Nel 1977 il gruppo, accompagnato dall'orchestra diretta da Godfrey Salmon, ripropose una versione ridotta di Pictures at an Exhibition, pubblicata nel 1979 sul live In Concert. Nel 1993 il trio ne incise, per la prima e unica volta, una versione in studio.

## Tracce
Lato A
1. Promenade (strumentale) – 1:58 (musica: Modest Petrovič Musorgskij)
2. The Gnome (strumentale) – 4:18 (musica: Musorgskij, arr. Carl Palmer)
3. Promenade – 1:23 (testo: Greg Lake – musica: Musorgskij, arr. Lake)
4. The Sage – 4:42 (Lake)
5. The Old Castle (strumentale) – 2:33 (musica: Musorgskij, arr. Keith Emerson)
6. Blues Variation (strumentale) – 4:22 (musica: Emerson, Lake, Palmer)

Lato B
1. Promenade (strumentale) – 1:29 (musica: Musorgskij, arr. Emerson)
2. The Hut of Baba Yaga (strumentale) – 1:12 (musica: Musorgskij, arr. Emerson)
3. The Curse of Baba Yaga – 4:10 (testo: Lake – musica: Emerson, Lake, Palmer)
4. The Hut of Baba Yaga (strumentale) – 1:06 (musica: Musorgskij, arr. Emerson)
5. The Great Gates of Kiev – 6:37 (testo: Lake – musica: Musorgskij, arr. Lake)
6. Nutrocker (strumentale) – 4:26 (musica: Pëtr Il'ič Čajkovskij, Kim Fowley, arr. Emerson, Lake, Palmer)

Traccia extra versione CD 2001
1. Pictures at an Exhibition (studio version, 1993) – 15:28

La versione in studio di Pictures at an Exhibition fu incisa dal trio nel 1993, assieme ad altri rifacimenti di vecchi brani, appositamente per il cofanetto antologico The Return of the Manticore e poi inclusa come traccia extra anche nell'ultimo album in studio: In the Hot Seat (1994), in quell'occasione missata in Dolby Surround. Dal 2001 in poi, è comparsa su tutte le edizioni rimasterizzate dell'album Pictures at an Exhibition. Rispetto alla versione di quest'ultimo, mancano: The Old Castle con la relativa Blues Variation (ma il tema originale di Mussorgskij è citato brevemente in coda a The Sage), la terza Promenade e The Curse of Baba Yaga.

## Formazione
- Keith Emerson – tastiere
- Greg Lake – basso, chitarra, voce
- Carl Palmer – batteria